# Radiodifusión en España
La radiodifusión en España, como en la mayor parte de países europeos y al igual que sucede con la televisión, está considerada como un servicio público y sigue un modelo mixto en el que conviven emisoras privadas o comerciales, con emisoras de titularidad pública, ya sean propiedad del Estado (RNE), como de las distintas Comunidades Autónomas (Regiones) del país.

## Marco jurídico

### Antecedentes
La regulación de la radiodifusión en España se remonta a la Ley de 26 de octubre de 1907, que establece el monopolio del Estado sobre la radiodifusión. Más adelante, el Real Decreto de 27 de febrero de 1923, impone la obligación de solicitar licencia gubernamental para todas las instalaciones eléctricas. Ya durante la Segunda República Española, la Ley de Radiodifusión, de 26 de julio de 1934 viene a calificar a la radiodifusión nacional como un servicio público que cumple una «función social y privativa del Estado».
Bajo el franquismo, se aprobaron sucesivamente la Ley de prensa de 22 de abril de 1938 y la Ley 14/1966, de 18 de marzo, de prensa e imprenta, además de varios Decretos que ordenaban el sector.
La primera gran norma aprobada en Democracia fue la Ley 4/1980, de 10 de enero, de Estatuto de la Radio y la Televisión, a la que seguirían la Ley 17/2006, de 5 de junio, de la radio y la televisión de titularidad estatal y la Ley 7/2010, de 31 de marzo, General de la Comunicación Audiovisual, derogada en 2022, amén de varios Reales Decretos y normativa autonómica reguladora de la materia.

### Regulación vigente
El artículo 20 de la Constitución Española de 1978 garantiza:

El Derecho a comunicar o recibir libremente información veraz por cualquier medio de difusión  (...).
1. El ejercicio de estos derechos no puede restringirse mediante ningún tipo de censura previa.
2. La ley regulará la organización y el control parlamentario de los medios de comunicación social dependientes del Estado o de cualquier ente público y garantizará el acceso a dichos medios de los grupos sociales y políticos significativos, respetando el pluralismo de la sociedad y de las diversas lenguas de España.
3. Estas libertades tienen su límite en el respeto a los derechos reconocidos en este Título, en los preceptos de las leyes que lo desarrollen y, especialmente, en el derecho al honor, a la intimidad, a la propia imagen y a la protección de la juventud y de la infancia.
4. Sólo podrá acordarse el secuestro de publicaciones, grabaciones y otros medios de información en virtud de resolución judicial.

Por su parte, la norma que regula el sector es la Ley 13/2022, de 7 de julio, General de Comunicación Audiovisual, dictada de conformidad con la Directiva 2010/13/UE del Parlamento Europeo y del Consejo, de 10 de marzo de 2010, sobre la coordinación de determinadas disposiciones legales, reglamentarias y administrativas de los Estados miembros relativas a la prestación de servicios de comunicación audiovisual.
La Ley señala una serie de principios que deben regir la comunicación audiovisual, como son el respeto por la dignidad humana y los valores consitucionales, el pluralismo ideológico y político y la diversidad cultural y lingüística de la sociedad, la igualdad de género e imagen de las mujeres y las personas con discapacidad, así como la veracidad de la información.
En lo que se refiere, concretamente al servicio de comunicación audiovisual radiofónico, es calificado como un servicio de interés general que se presta al amparo de los derechos constitucionales a la libertad de expresión, a comunicar y recibir información, a participar en la vida política y social y a la libertad de empresa. La prestación del servicio de comunicación audiovisual radiofónico (entendiendo por tal el que se presta para la audición simultánea de programas y contenidos radiofónicos o sonoros sobre la base de un horario de programación mediante cualquier soporte tecnológico) mediante ondas hertzianas terrestres requerirá licencia previa otorgada mediante concurso por la autoridad audiovisual competente según el ámbito territorial (Estado, comunidad autónoma o Ayuntamiento). Para preservar la libre competencia, se prohíbe disponer de más de cinco licencias por un mismo propietario en cada uno de esos ámbitos o controlar directa o indirectamente, mediante la participación en el accionariado de más del 50% del total de las licencias.

## Historia

### Orígenes (1920-1931)
El 24 de enero de 1904 el gobierno español decidió reservar para el Estado el monopolio de la regulación y concesión de licencias, en tanto servicio público, de la radiodifusión para el presente y para el futuro. Comenzó en 1906 una fase inicial o de experimentación, al igual sucedía en otros países del mundo. El periodo que abarca hasta el fin de la dictadura de Primo de Rivera fue testigo del nacimiento de la radiodifusión, cuyo arranque es la Real Orden de 14 de junio de 1924. Nacen así las primeras emisoras de radio privadas en España: Radio Barcelona (EAJ-1), Radio España (EAJ-2), Radio Cádiz (EAJ-3), Estación Castilla (EAJ-4), Radio Club Sevillano (EAJ-5) y Radio Ibérica (EAJ-6).

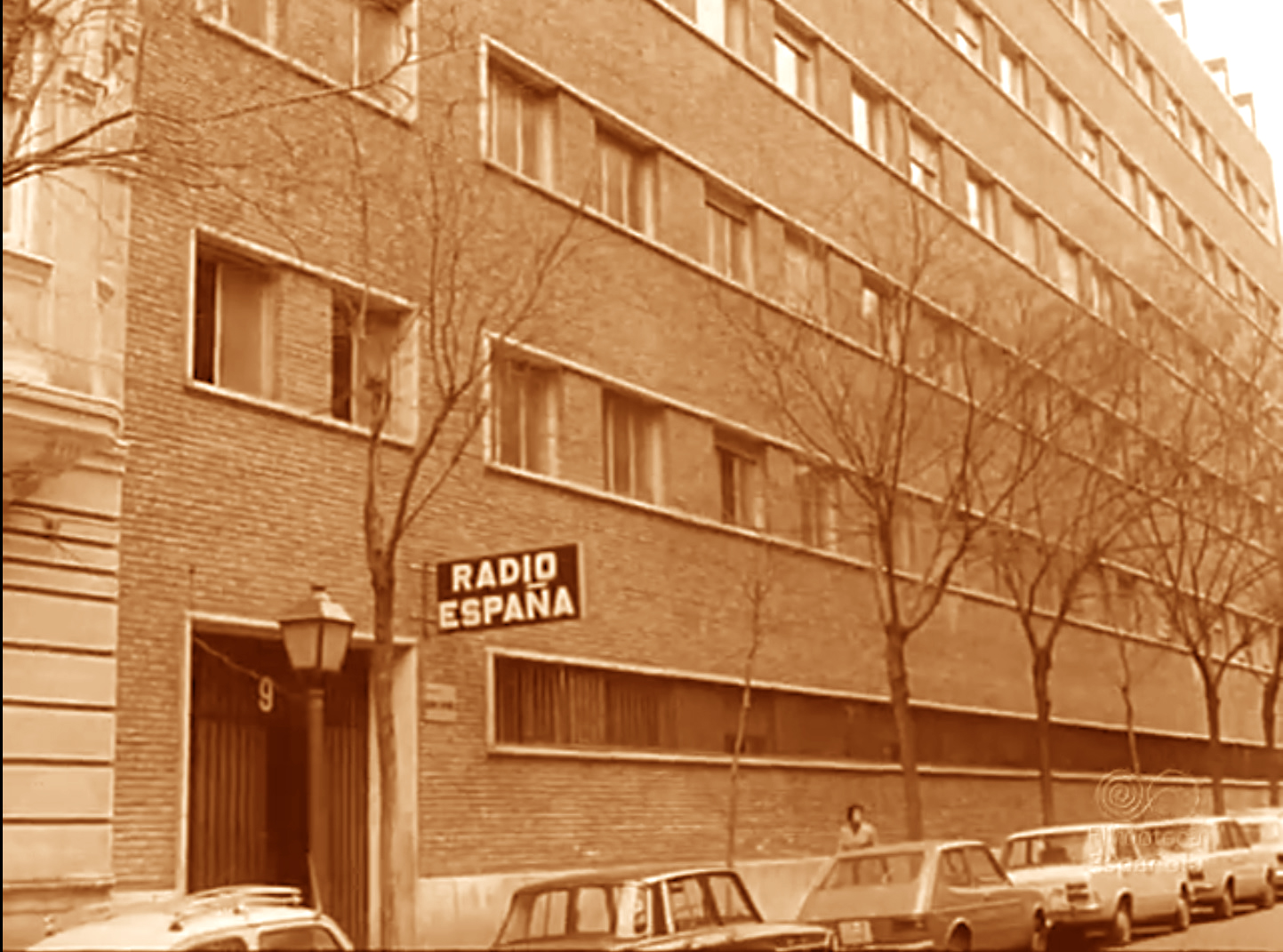
Sede de Radio España en la calle Manuel Silvela de Madrid

La primera emisora de radiodifusión en España fue Radio Ibérica, que, desde finales de 1923, había iniciado emisiones experimentales emisiones desde Madrid, si bien, no disponía de licencia gubernamental para la radiodifusión. Radio Ibérica S,A. era, en realidad, una empresa constituida para la fabricación y venta de material de radiotelefonía, pero que contaba con autorización para llevar a cabo, solamente, emisiones experimentales. Por tanto, las dos primeras emisoras de radiodifusión en disponer de licencia gubernamental, tras la publicación de la Real Orden de 14 de junio de 1924, fueron Radio España, inaugurada el 10 de noviembre de 1924, en Madrid, y Radio Barcelona, inaugurada el 14 de noviembre de 1924 en Barcelona, con la voz inicial de María Sabater. A los promotores de Radio España se les concedió el indicativo EAJ-2 porque presentaron la solicitud de licencia justo después que la ANR, asociación promotora de la estación que se daría a conocer como Radio Barcelona EAJ-1. Tras la publicación de la Real Orden de 14 de junio de 1924, se daba un plazo de un mes para que las empresas o particulares interesados en obtener licencia de radiodifusión presentaran las solicitudes ante la Dirección General de Comunicaciones, así como un plazo de seis meses para ser inaugurado el servicio de emisiones regulares. El artículo 26 de dicha Ley establecía que las emisoras no podían ponerse en marcha sin la inspección previa de un funcionario de la Dirección General de Comunicaciones. Radio España obtuvo la autorización legal para emitir y así poder ser inaugurada antes que Radio Barcelona, tal como se acredita en la prensa de la época. Este hecho es el que le confiere a Radio España ser la emisora decana de la radiodifusión española.
Los indicativos EAJ tienen su origen en la normativa establecida por el Gobierno en la Conferencia Nacional de Telegrafía sin Hilos del período 1923-24, donde las letras EA estaban referidas a emisoras españolas, la J por ser de titularidad privada y el número según el orden de concesión provisional de licencia. Estos indicativos ya han dejado de asignarse y han quedado solo para clasificar las antiguas emisoras de onda media.   
Lo que demuestra que los indicativos concedidos inicialmente no representaban la antigüedad de la emisora en cuestión, es el hecho de que Radio Ibérica, siendo la primera emisora en emitir en España, obtuvo, sin embargo, el indicativo EAJ-6, Asimismo, la emisora Unión Radio (embrión de la Cadena SER, inaugurada en Madrid, el 17 de junio de 1925, tenía asignado inicialmente el indicativo EAJ-20, y luego la Dirección General de Comunicaciones se lo cambió al EAJ-7. Por otro lado, la licencia con indicativo, EAJ-3, otorgada el 12 de agosto de 1924 y destinada a Radio Cádiz, pasó años después a Radio Grau, actual Radio Valencia. En consecuencia, Radio España fue la primera emisora española en ser inaugurada con licencia, aunque tenía como indicativo EAJ-2. 
Durante la década, los contenidos radiofónicos pasaron de los diarios hablados, cultura y música a una programación más sofisticada y elaborada, siendo buque insignia Unión Radio, que a través de Radio Madrid transmitió el 8 de octubre de 1925 una corrida de toros por primera vez. Además comenzaron a radiarse adaptaciones habladas de obras clásicas del teatro español e incluso un primer serial Las aventuras de un parisién en Madrid. Además, el 8 de octubre de 1930 se estrenaba el informativo diario La Palabra, que pocas semanas después encontraría una réplica femenina titulada Radiofémina, con Mercedes Fortuny, en una época en la que se consideraba que los intereses de uno y otro sexo no eran los mismos y en consecuencia las mujeres debían contar con un programa acorde a sus inquietudes que en aquel momento no debían ser otros que cuidar a su marido y su hogar.
Por otro lado, las emisoras autorizadas emitían exclusivamente para el ámbito local, siendo de nuevo Unión Radio pionera en emitir en cadena. En 1927 Unión Radio Madrid (EAJ-7), Radio Bilbao (EAJ-9), Radio Sevilla (EAJ-5), Radio Salamanca (EAJ -22) y Radio Barcelona (EAJ-1) comenzaban a emitir conjuntamente. En mayo, todas las emisoras radiaban el partido de fútbol entre el Zaragoza y el Real Madrid. La emisora alcanzaría casi el monopolio de emisiones, con las excepciones de Radio Asociación de Cataluña, Radio España de Madrid y Radio Asturias. La fusión formal se alcanzó en 1929, tras el impulso tecnológico que supuso la Exposición Universal de Barcelona y se articuló mediante autorización de la Dirección General de Comunicaciones, de 14 de marzo.

### Segunda República y Guerra Civil (1931-1939)
La instauración de la Segunda República abre una nueva etapa en la historia de la radiodifusión en España, con la consagración de un nuevo marco de libertades, entre ellas, la de expresión. La proclamación de la república en la Puerta del Sol de Madrid el 14 de abril de 1931, se hizo ante un micrófono de Unión Radio. Un día después, el flamante nuevo alcalde de la capital Pedro Rico López saludaba a los oyentes desde las ondas de dicha emisora. El 23 de agosto de 1931, Unión Radio Madrid y Radio Barcelona transmitían conjuntamente la entrega por Francesc Macià al Presidente de la República Niceto Alcalá Zamora del primer Estatuto de Autonomía de Cataluña. El 26 de julio de 1934 se aprobaba la Ley de Radiodifusión que calificaba al servicio de radiodifusión nacional como un servicio público, con «función social y privativa del Estado».

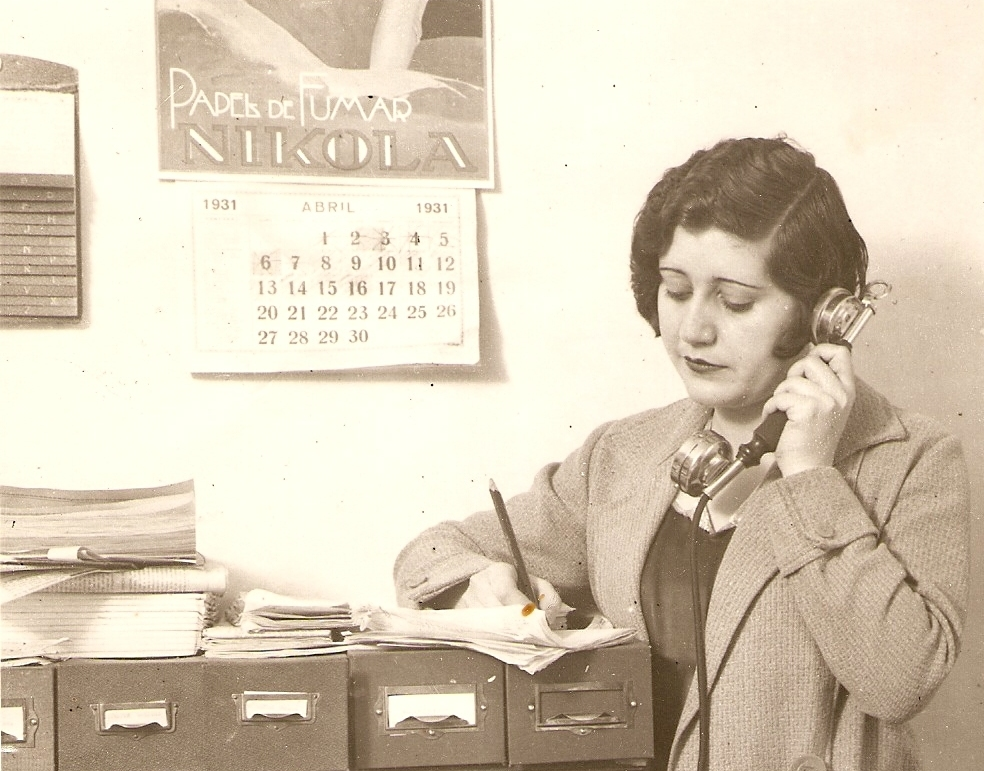
Josefina Carabias

El periodo vio, por otro lado, la progresiva incorporación de la mujer a las ondas, siendo Josefina Carabias la primera mujer locutora-redactora de un noticiario, concretamente, La Palabra.
Al estallar la guerra civil española, la radiodifusión se convirtió en la mejor arma propagandística de ambos bandos. Así, por un lado, Unión Radio Madrid –que permanecía fiel al Gobierno Legítimo de la República–  fue incautada por el Gobierno en crisis el mismo día 18 de julio, y la gestión pasó a un comité de trabajadores y su sede fue trasladada temporalmente de la Gran Vía para evitar los ataques de las fuerzas rebeldes. La emisora, convertida en órgano de propaganda de uno de los bandos beligerantes, fue el vehículo que trasladó a los ciudadanos españoles el histórico discurso de Dolores Ibárruri, donde pronunció el legendario «No pasarán».
Por su parte, el bando franquista ponía en marcha el 19 de enero de 1937 Radio Nacional de España en la ciudad de Burgos. Hasta ese momento las funciones de emisora cabecera de los sublevados la ejercía Radio Castilla.
El 28 de marzo de 1939, la sede de Radio Madrid en la Gran Vía madrileña fue tomada por las tropas franquistas; Luis Medina, locutor de la emisora, pronunció unas palabras de despedida (Unión Radio Madrid: emisora intervenida por la Primera Compañía de Radiodifusión y Propaganda en los Frentes) y horas después las ondas de Unión Radio conectaban con la programación única transmitida por Radio Nacional de España.
El 1 de abril de 1939 a las 22:30, en RNE y con la voz de Fernando Fernández de Córdoba, se daba lectura al último parte de guerra: En el día de hoy, cautivo y desarmado el Ejército Rojo, han alcanzado las tropas nacionales sus últimos objetivos militares. La guerra ha terminado.

### Primer Franquismo (1939-1959)

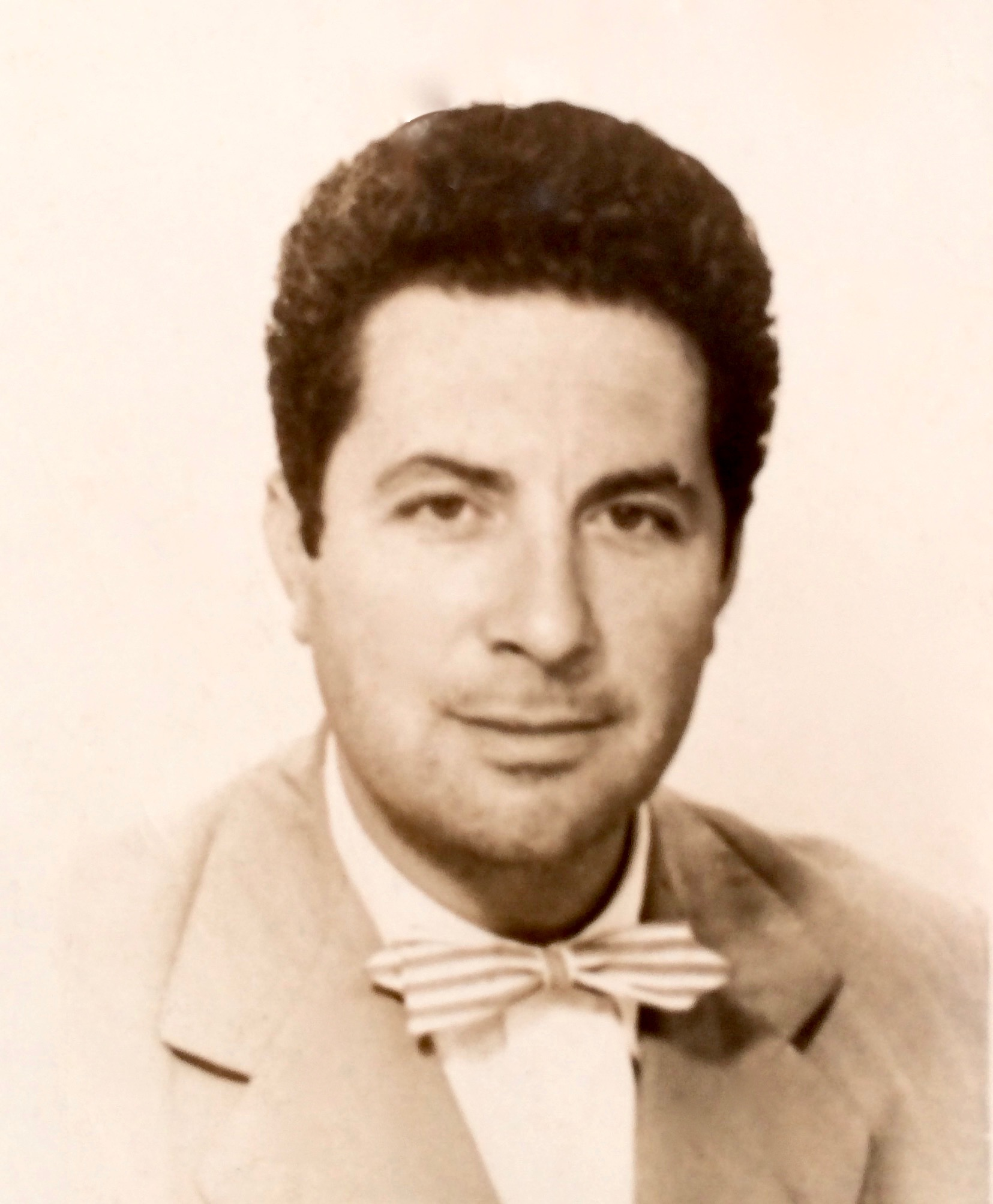
Ángel de Echenique

Con la instauración del régimen franquista el sistema de libertades se daba por concluido. Ya durante el conflicto bélico, el gobierno del bando sublevado había promulgado la Ley de Prensa de 1938, que acababa con el derecho de libertad de prensa y libertad de expresión. Las cadenas radiofónicas vieron vetada la posibilidad de emitir información política, hasta tal extremo que, a diario, las radioemisoras comerciales debían conectar con la pública RNE para la transmisión del noticiero, también conocido popularmente como El Parte, como reminiscencia del periodo de guerra y sus partes bélicos. En agosto del mismo año 1939 se creaba la Subsecretaría de Prensa y Propaganda, en el Ministerio de la Gobernación encargada de ejercer un férreo control sobre los medios de comunicación del país, tanto los públicos recientemente creados como sobre los privados. Dos años después esa responsabilidad pasaba al Vicesecretaría de Educación Popular de la Falange En ese marco nacía en 1942 la Red Nacional de Radiodifusión (REDERA) para implantar una estructura de soporte de las emisoras del movimiento. Además, por Orden de 23 de octubre de 1944, se creaba el Servicio de Radiodifusión Nacional. En 1945, finalizada la Segunda Guerra Mundial y ante la necesidad del régimen de desprenderse de cualquier elemento que pudiera identificarle con los vencidos en ese conflicto, Falange fue despojada de esa responsabilidad que se atribuyó al Ministerio de Educación Nacional y desde 1951 al Ministerio de Información y Turismo. Más tarde, mediante un Decreto de 14 de noviembre de 1952, por el que se aprueba el Plan de Radiodifusión en Onda Media, se dividieron las emisoras en nacionales, comarcales y locales.
En esos años el Movimiento Nacional siguió contando con una importante infraestructura radiofónica con la Red de Emisoras del Movimiento (REM, creada en 1954) al frente, además de la Cadena de Emisoras Sindicales (1949) y Cadena Azul de Radiodifusión (CAR, 1958). 

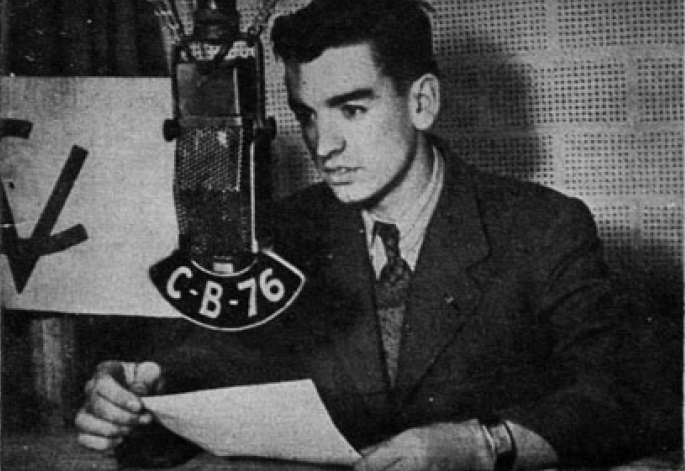
Raúl Matas

Por otro lado, Unión Radio fue rebautizada como Sociedad Española de Radiodifusión (SER); el régimen mantuvo la propiedad en manos privadas pero la dirección de la emisora pasó a personalidades afines al nuevo régimen, al frente de las cuales se situó a Virgilio Oñate Sánchez. Durante esos años, la SER continuaría ostentando casi en exclusiva la primacía entre las emisoras privadas, pues su única competencia eran emisoras locales de muy limitado alcance.
La Cadena SER sería pionera en la reformulación de los programas de entretenimiento, siguiendo modelos norteamericanos - la radio comercial-, de los que el concurso de descubrimiento de jóvenes talentos Tu carrera es la radio, sería uno de los primeros exponentes. En la misma línea, apareció la primera gran estrella radiofónica del país, Bobby Deglané y su Cabalgata fin de semana (1951). Se popularizaron también los espacios de ficción a impulso de Antonio Calderón. Tanto de teatro radiado (Teatro del aire (1942), con el cuadro de actores de la Cadena SER, que incluía las voces de Juana Ginzo, Matilde Conesa, Pedro Pablo Ayuso o Matilde Vilariño), como los seriales de Guillermo Sautier Casaseca, Ama Rosa, Lo que nunca muere o en tono ligero Matilde, Perico y Periquín (1954), así como incluso espacios dramatizados dirigidos al público juvenil: Diego Valor. El Teatro del aire de la SER tuvo su programa espejo en Teatro invisible (1946) de RNE, con Claudio de la Torre.

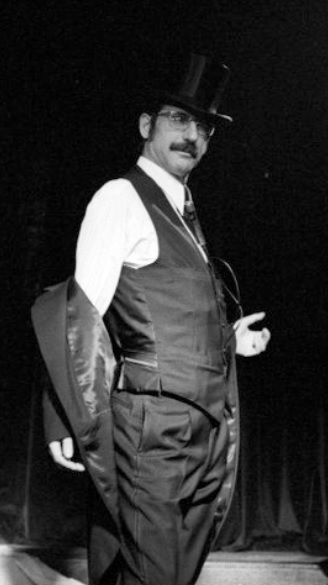
Luis Sánchez Polack Tip

Los progresos técnicos permitieron por primera vez la retransmisión en directo de eventos deportivos, especialmente el más popular de ellos en el país, el fútbol. Nacieron así los primeros programas deportivos: Tablero deportivo (1952) y Radiogaceta de los deportes (1952) en RNE, emisora que tuvo como figura referente a Matías Prats Cañete o Carrusel deportivo (1954) en la Cadena SER, con Vicente Marco.
A destacar también los programas especialmente destinados al público femenino y que se caracterizaban por su tono moralizante y adoctrinador, que encumbraba un estereotipo de mujer, propio de la época, siempre a la sombra de su marido, sirviendo abnegadamente las necesidades del hogar. Máximo exponente fue el fenómeno Consultorio de Elena Francis (1947-1984). Si bien merecen también mención los programas de Julita Calleja en RNE, como La hora de la mujer o Paralelo femenino.
En la reconocida por algunos como época dorada de la radiodifusión en España, coincidente con la década de los cincuenta, hicieron también fortuna en las ondas de la SER los concursos El Bazar de las sorpresas, Ustedes lo saben, pero ellos no, Busque, corra y... llegue usted primero, Su canción favorita y Avecrem llama a su puerta con Joaquín Soler Serrano, además el humor de Tip y Top (Luis Sánchez Polack y Joaquín Portillo), y de Pepe Iglesias El Zorro.
Por otro lado, en 1950, nacía Radio Intercontinental, a impulso del falangista Ramón Serrano Suñer, a la sazón cuñado de Franco. En la época, contribuyó también al auge de los concursos, en torno a la figura de Ángel de Echenique y sus programas Ruede la bola y El auto de la fortuna.
Radio España continuaba como una de los grandes referentes de la radiodifusión en el país, con figuras como Ángel Soler.
No puede obviarse en este periodo una mención a Radio España Independiente, conocida como La Pirenaica, emisora creada por el Partido Comunista de España y que estuvo en funcionamiento en el exilio entre 1941 y 1977, primero desde la Unión Soviética y después desde Rumanía. Fue una herramienta de oposición al régimen que con dificultad podía llegar a sintonizarse dentro de las fronteras españolas.
Toda esta etapa aparece magníficamente reflejada en el clásico del cine español Historias de la radio (1955), de José Luis Sáenz de Heredia.

### Tardofranquismo (1960-1975)
La irrupción de la televisión en 1956 y sobre todo su popularización en la década de los 60 acabó con el monopolio de la radiodifusión en el campo del entretenimiento de masas.

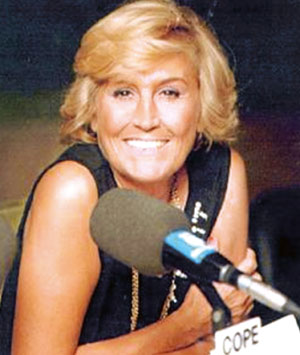
Encarna Sánchez

Unos años de cambio a los que la radio intentó adaptarse. De entrada, la década de 1960 supuso el descubrimiento de los jóvenes como target específico de consumo y ocio; algo que no había ocurrido nunca antes en el país. Ello en paralelo a la llegada a España de las nuevas corrientes musicales, procedentes de los países anglosajones (The Beatles). Estas circunstancias propiciaron la eclosión de la radio musical en España, de la que fue pionero el chileno Raúl Matas y su Discomanía (1958) en la Cadena SER y tendría su continuidad en Vuelo 605 (1963-2004), con Ángel Álvarez en Radio Peninsular (la emisora comercial de RNE creada en 1960 y que terminaría derivando en Radio 5) y Nosotros los jóvenes en Radio España, con Miguel Ángel Nieto. Este fenómeno tendría su culminación en El Gran Musical  (1963) de Tomás Martín Blanco y sobre todo Los 40 principales (1966), ambos en la SER.
Al tiempo iban apareciendo nuevas emisoras. En 1960 nacía la Cadena COPE, a instancias de las Conferencia Episcopal Española. En 1974 apareció Radio Cadena Española por la fusión de la REM y la CAR; posteriormente se incorporó a RTVE, constituida en 1980 con tres sociedades (TVE, RNE y RCE).

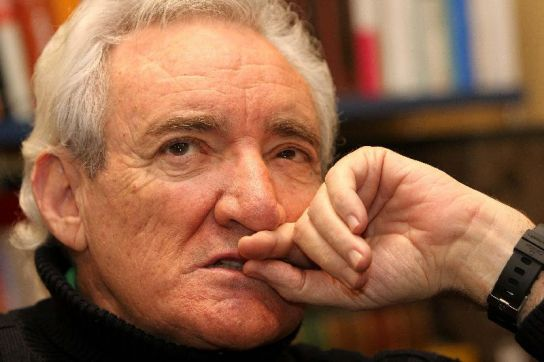
Luis del Olmo

Los años sesenta fueron testigos, además, de una tímida apertura del régimen en materia de libertad de expresión, propiciada por el entonces ministro de Información y Turismo, Manuel Fraga Iribarne, impulsor de la nueva Ley de Prensa de 15 de marzo de 1966, que eliminaba la censura previa, si bien Radio Nacional de España mantuvo el monopolio de la información política.
En ese clima, la Cadena SER, tuvo la audacia, de estrenar en 1964, espacio magacín Matinal Ser, con algunos elementos informativos de la mano de Antonio González Calderón y Manuel Martín Ferrand. En 1972 se estrenaba Hora 25, ("Un programa de cuestiones actuales"), también con Ferrand En respuesta, Radio Nacional de España estrenaba en 1969, uno de los programas más emblemáticos de la historia de la radio en España, Protagonistas, inicialmente con Jorge Arandes y, desde 1973, con Luis del Olmo.
Despuntaron en esa etapa también espacios de defensa de causas solidarias como Operación Plus Ultra o Ustedes son formidables, con Alberto Oliveras.
En consonancia con el cambio en los gustos del público, se iniciaba el declive de los seriales radiofónicos, si bien con algunos últimos éxitos como Ama Rosa o Simplemente María, culminando, ya en los 70 con La saga de los Porretas.

### La Transición (1975-1982)

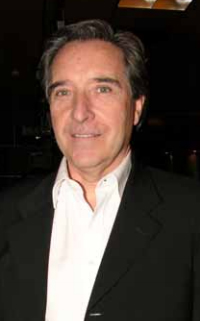
Iñaki Gabilondo

Uno de los hitos que marcó el periodo se produjo pocos meses antes del fallecimiento de Franco al aprobarse el Decreto 2054/1975 de 17 de julio, por el que se acepta la donación al Estado de títulos valores, en virtud del cual la Cadena SER, Radio España y Radio Intercontinental hacían “donación de títulos valores” por importe del 25% de su capital al Estado. De facto una nacionalización parcial de estas cadenas.
Tras la muerte de Franco y la progresiva reinstauración de la democracia se fueron recuperando las libertades también en el mundo de las ondas. Momento clave fue el 3 de octubre de 1978, cuando se puso fin a la obligación de las radioemisoras privadas de conectar con Radio Nacional de España en el momento de los informativos. Comenzaba así una época dorada de los espacios de esta naturaleza, destacando el mencionado Matinal SER, España a las 8 en RNE y Radio Hora, con los cubanos Enrique Dausá y Rigoberto Ferrera Álvarez en Radio España.
La radio, junto a la por entonces única cadena de televisión, la pública TVE, se esforzó por transmitir a los españoles los momentos convulsos por lo que atravesaba el país. Dos momentos resultan especialmente reveladores.

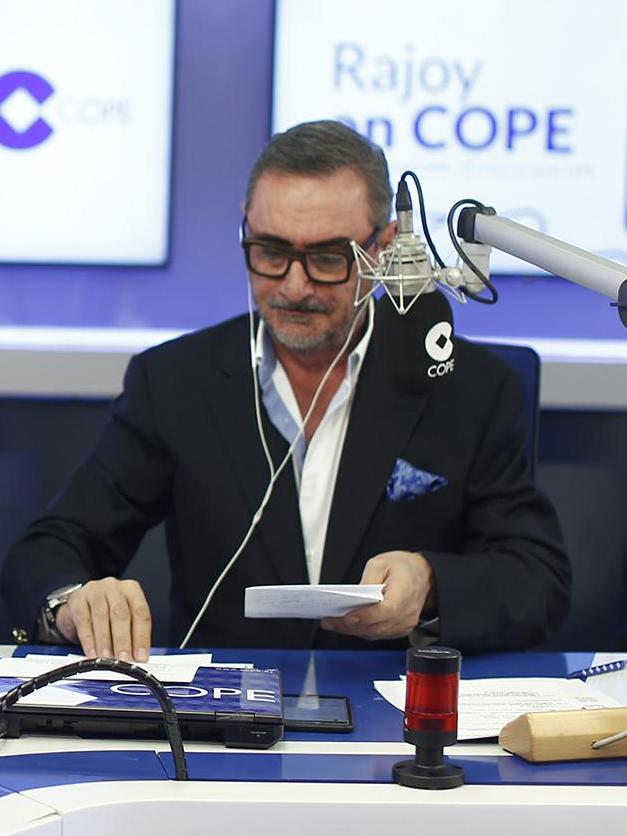
Carlos Herrera

El 9 de abril de 1977 cuando Alejo García, desde los micrófonos de RNE, radiaba, con voz entrecortada, la noticia de la legalización del Partido Comunista de España , con las siguientes palabras: Señoras y señores, hace unos momentos fuentes autorizadas del Ministerio de Gobernación han confirmado que el Partido Comunista... perdón... que el Partido Comunista de España ha quedado legalizado e inscrito en el... perdón... (entra música)... Hace unos momentos fuentes autorizadas... (entra de nuevo la música).
La noche del 23 al 24 de febrero de 1981 cuando se produjo el intento de golpe de Estado y la toma del Congreso de los Diputados, sede de la soberanía nacional, por los militares golpistas. Con la ocupación de las instalaciones de TVE por los golpistas, el único medio del que disponían los ciudadanos para conocer lo que iba sucediendo era la radio, en lo que se dio a conocer como La noche de los transistores, con, entre otras, la Cadena SER con José María García radiando a pie de calle a las puertas del Congreso y Fernando Ónega dirigiendo los informativos de la emisora.
En 1978 se ordenó el espectro de las ondas: la corta y la larga para RNE, la media se repartió entre RNE, RCE y las privadas. En 1979 se reguló el plan de frecuencias de FM, En estos años aparecieron en España, como en otros países europeos, las denominadas radios libres y comunitarias (varias de las cuales se unirían a partir de 2009 en la Red de Medios Comunitarios). En 1989 se actualizó el Plan Técnico Nacional, que permitió que cada municipio pudiera crear su propia emisora, siempre que se encontrasen entre los 107,0 y los 107,9 MHz. En 2006 se publicó un nuevo Plan Técnico que permitió a las comunidades autónomas sacar a concurso más frecuencias.
Un dato adicional de la época fue que como consecuencia de la creación de lo que se ha denominado el Estado de las autonomías derivado de la Constitución española de 1978, los gobiernos autonómicos pudieron crear sus propias emisoras públicas de radiodifusión. Fueron pioneras Euskadi Irratia (1982) y Catalunya Ràdio (1983).

### Consolidación de la radiodifusión moderna: De 1982 en adelante
Desde la década de 1980 se asistió a la progresiva entrada de grupos editoriales y de comunicación en el accionariado de las principales emisoras de radiodifusión. En 1984, el Grupo Prisa, editor del principal periódico de España, El País se hacía con el accionariado de la Cadena SER, tras el fracasado intento de consolidar su propia apuesta, Radio El País.

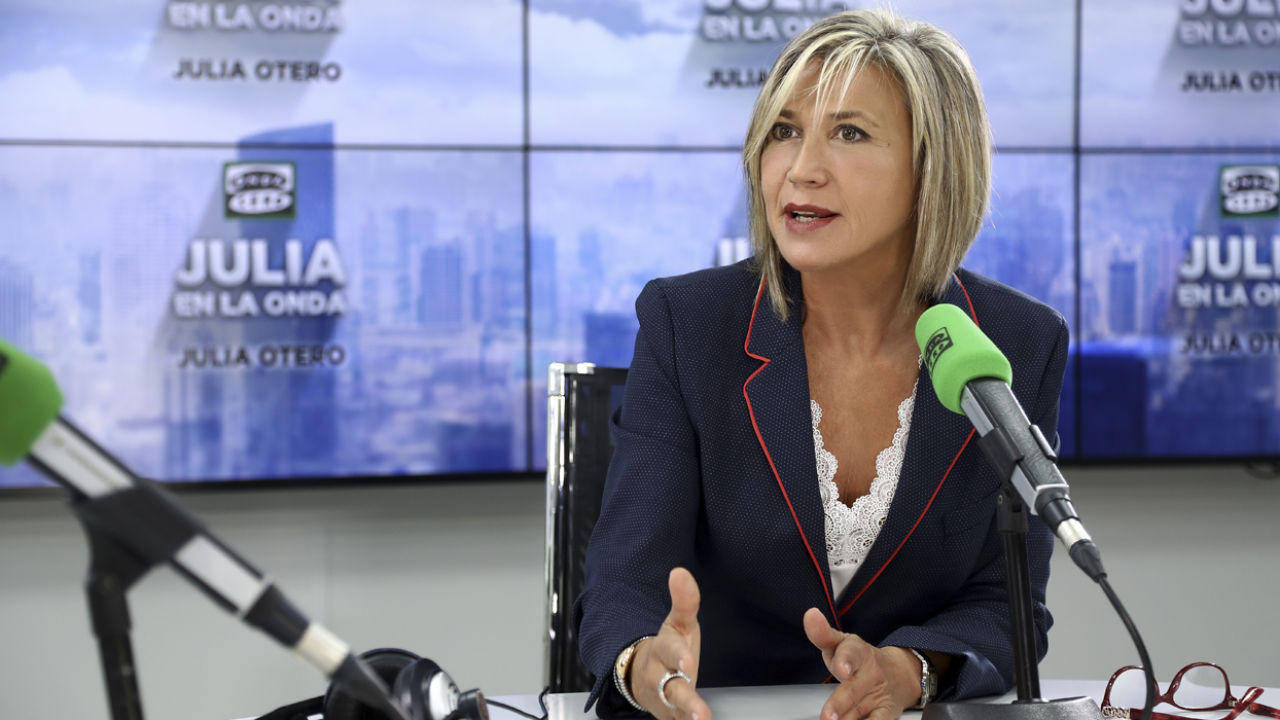
Julia Otero

En paralelo, Prensa Española (editora del Diario ABC) y el Grupo Godó (editor de La Vanguardia), junto al periodista Manuel Martín Ferrand y el jurista Manuel Jiménez de Parga y su hermano Rafael, ponían en marcha Antena 3 Radio. Se trataba de una apuesta arriesgada por cuanto emitía exclusivamente en frecuencia modulada, en aquélla época terreno casi exclusivo de las radiofórmulas musicales. Siendo considerada una emisora crítica con los postulados del entonces Gobierno del PSOE, en pocos años alcanzaría su consolidación con personalidades como José María García, Antonio Herrero, José Luis Balbín o Miguel Ángel García Juez.
Igualmente, se consolidaba a nivel nacional la Cadena Rato, propiedad de Ramón Rato y con una programación sobre todo musical pero también generalista, con espacios como Arús con leche (con Alfonso Arús) o el programa de madrugada conducido por Isabel Gemio.
Por su parte, la Cadena COPE (Radio Popular) se iba convirtiendo en otro referente a nivel estatal, al incrementar los tiempos de emisión global en detrimento progresivo de las desconexiones locales. Ello apoyándose en celebridades radiofónicas como Encarna Sánchez y su espacio Directamente Encarna (1984-1996).

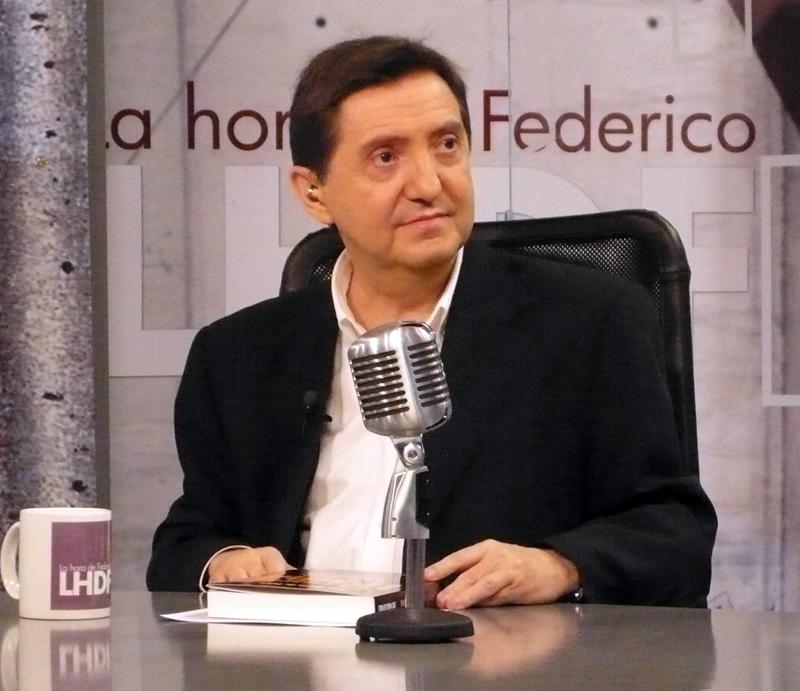
Federico Jiménez Losantos

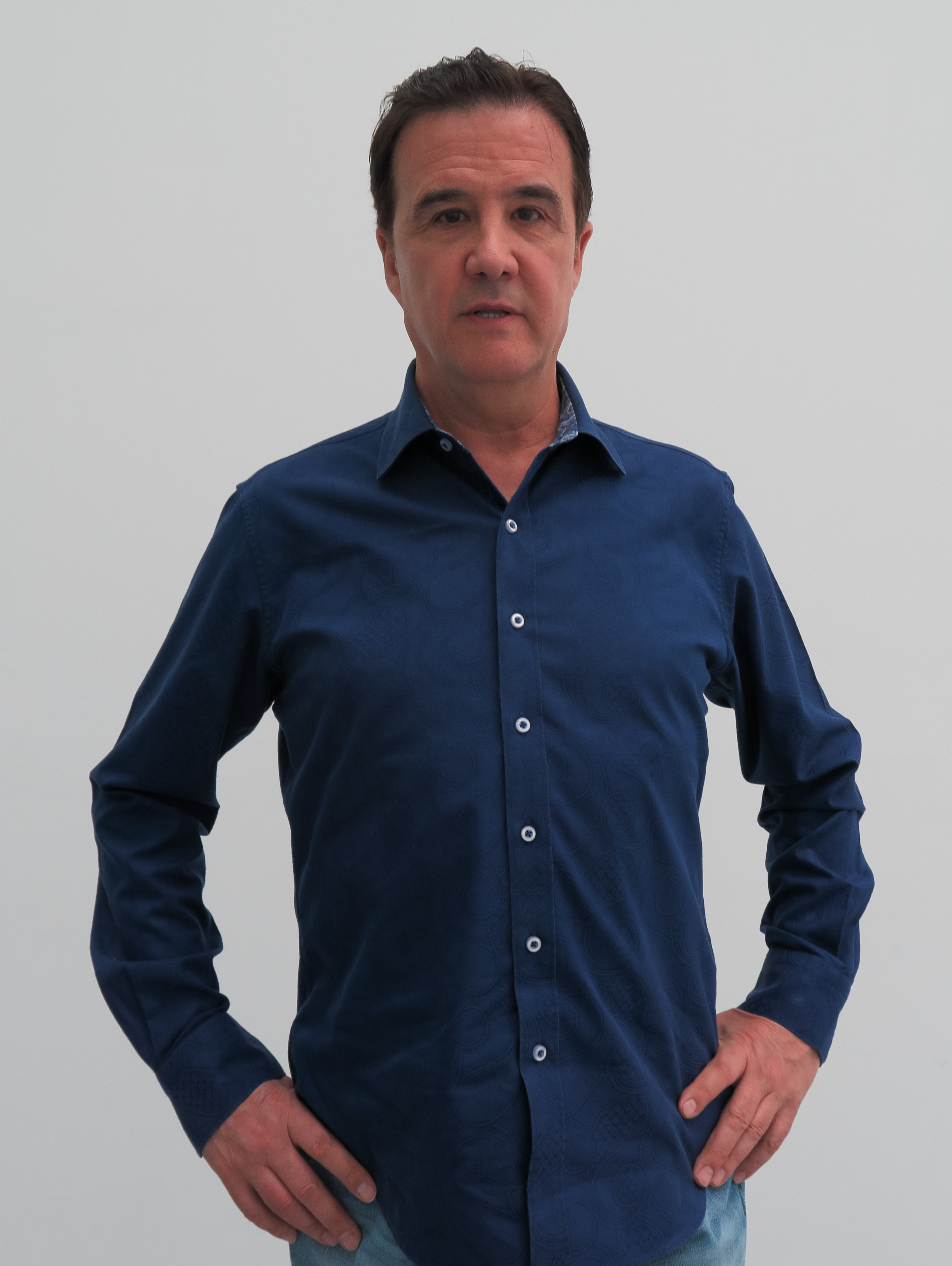
José Ramón de la Morena

La década de los 90 supuso por otro lado la consagración de los programas deportivos. A la estela del pionero, Supergarcía, llegarían nuevos referentes, en especial José Ramón de la Morena y su El larguero (Cadena SER), pero también Juan Manuel Gozalo (RNE) J.J. Santos (Onda Cero) o José Antonio Abellán (COPE).
En la década de 1990 y primeros años de 2000 se vivieron auténticos movimientos telúricos en el accionariado de las principales cadenas privadas de España. Por un lado, en 1990 la ONCE se hacía con el accionariado de la Cadena Rato, dando nacimiento a Onda Cero, de la que mantuvo la propiedad hasta 1999. Por otro lado, en 1992 el Grupo Prisa adquiría Antena 3 Radio en lo que los detractores del movimiento denominaron Antenicidio. Dos años más tarde Antena 3 Radio cesaba sus emisiones.
Con la llegada al Gobierno del Partido Popular se apostó por promover, desde las instancias gubernamentales, la creación de un grupo mediático privado de ideología central-conservadora que pudiera competir con la incontestable influencia mediática de la progresista Prisa - que en ese momento contaba con el principal periódico de España, la emisora de radio más oída y un canal de televisión. Se apostó por centrar esa iniciativa en la recientemente privatizada Compañía Telefónica. Así, después de adquirir Antena 3 Televisión, Telefónica se hacía con el accionariado mayoritario de Onda Cero.
Por su parte, la fusión en 2000 del Grupo Correo y Prensa Española, alumbraba el Grupo Vocento, que en 2004 lanzaba Punto Radio. A su vez, mantuvo un importante accionariado en Telecinco hasta 2009. Desde 2003, con la retirada de Telefónica de la aventura audiovisual, su lugar fue ocupado por el Grupo Planeta - editor a su vez del diario La Razón, que adquiere Onda Cero y Antena 3 Televisión. De esa manera queda establecido un esquema en el que cada grupo editorial (de comunicación), cuenta con un periódico de referencia, una cadena de radio y una cadena de televisión:
| Medio      | Grupo Prisa     | Vocento     | Grupo Planeta |
| ---------- | --------------- | ----------- | ------------- |
| Radio      | Cadena SER      | Punto Radio | Onda Cero     |
| Televisión | Canal+ / Cuatro | Telecinco   | Antena 3      |
| Prensa     | El País         | Diario ABC  | La Razón      |

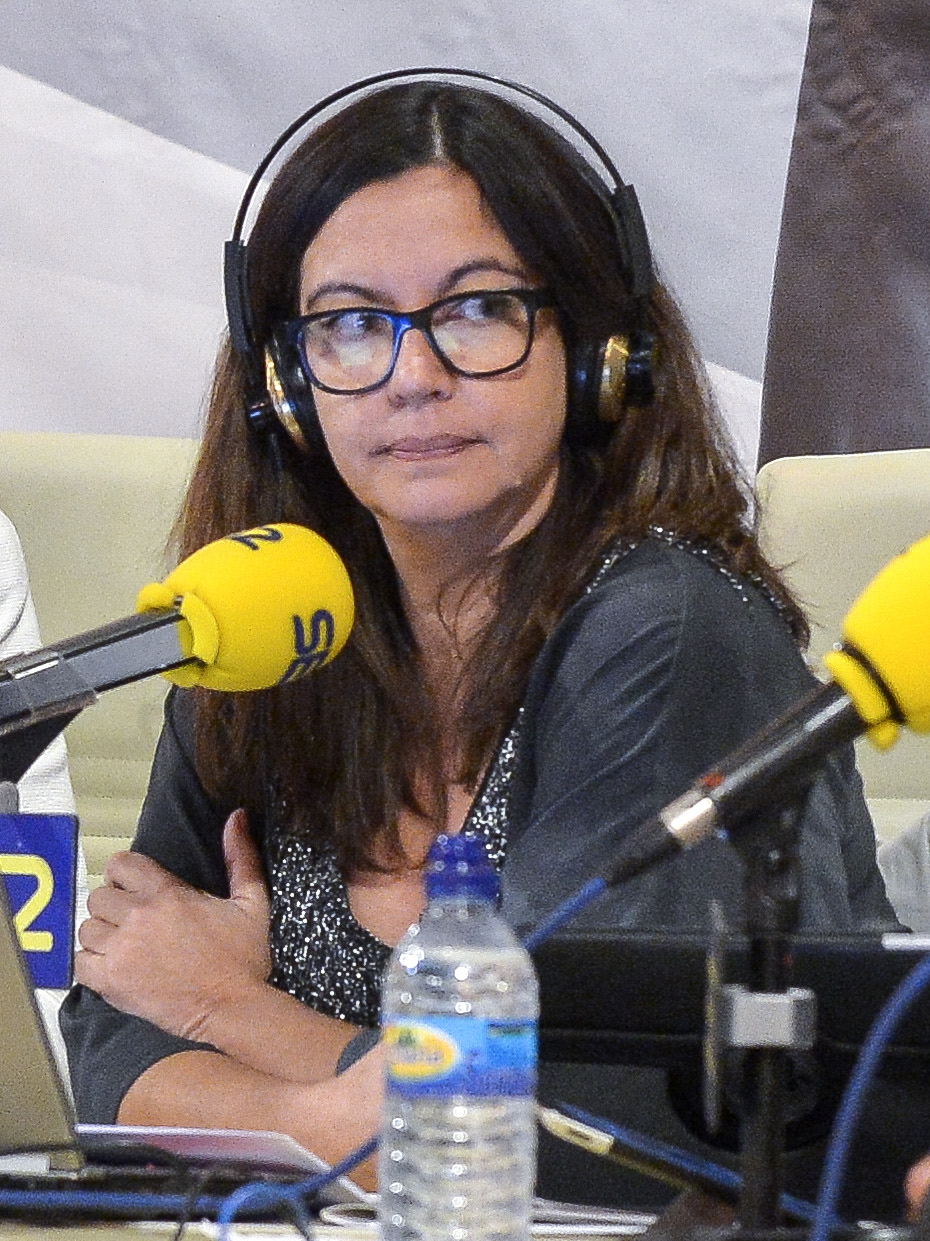
Àngels Barceló

No obstante, tras sus flojos resultados de audiencia, Vocento clausuró Punto Radio en 2013, al tiempo que alcanzaba un acuerdo estratégico con la COPE, en virtud del cual, ambos grupos concretaron una alianza para reforzar la línea editorial compartida y la defensa de los mismos valores. 
Por su parte, en 2009 nacía esRadio de la mano de Federico Jiménez Losantos, llamada a convertirse en la quinta emisora generalista más escuchada del país.
A principios de 2015 Radio María empezó a emitir en DAB+ siendo la primera emisora que emitió en la versión actualizada de radio digital DAB.
En este tiempo se ha consolidado un modelo de radiodifusión orientado a todos los públicos y se ha configurado en torno a figuras emblemáticas en la persona del presentador/conductor hasta el punto que algunos de los espacios llevan su nombre en el título. Sin ánimo de exhaustividad algunas de las personas clave en esos 40 años de historia radiofónica han sido Iñaki Gabilondo, José Ramón de la Morena, Carles Francino, Àngels Barceló y Gemma Nierga en la Cadena SER; Encarna Sánchez, José María García, Antonio Herrero, Luis Herrero, Federico Jiménez Losantos o Carlos Herrera en la COPE; finalmente, Luis del Olmo, Julia Otero, Carlos Herrera, Isabel Gemio, Juan Ramón Lucas o Carlos Alsina en Onca Cero.

#### Caso de las cadenas musicales

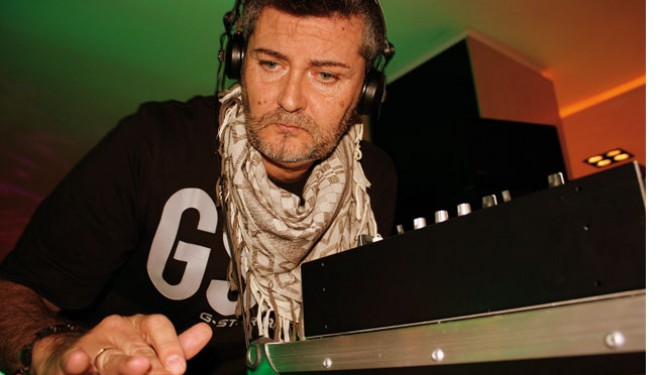
Fernandisco

Mención específica merece el caso de las cadenas temáticas, centradas en la emisión de música contemporánea y cuyo embrión fueron programas puntuales en las cadenas generalistas en la década de 1960, siendo el momento clave el estreno de Los 40 Principales en la Cadena SER en 1966. En las dos décadas siguientes se consolidó la implantación de la Frecuencia modulada o FM en España, lo que propició el surgimiento de emisoras especializadas en música, en la mayoría de los casos, como filiales de las generalistas. Así, Radio España FM (luego Top Radio, de Radio España, 1974), El Tercer Programa (luego Radio 3, de RNE, 1979), Cadena 40 (luego Los 40, de la Cadena SER, 1985), Radio Melodía (luego Onda Melodía y finalmente Melodía FM, 1985, adquirida en 1990 por Onda Cero) y Cadena 100, de la COPE, 1992. Las cadenas contaban con sus propias listas de éxitos que constituían una auténtica plataforma de lanzamiento para el éxito de una canción y popularísimos locutores/animadores como Joaquín Luqui o Fernandisco.
La nómina de emisoras se fue progresivamente ampliando, a la vez que se diversificaba la fórmula. Ya no se apostaba tanto por listas de éxitos sino por música en castellano o emisiones retrospectivas de años anteriores. Con este último fin nació, por ejemplo Radio 80 en 1982, adquirida en 1984 por Antena 3 Radio (y rebautizada como Radio 80 serie oro), adquirida por el Grupo Prisa en 1992 (y rebautizada como M80 Radio en 1993 y Los 40 Classic en 2018); similar itinerario siguió Radiolé (Antena 3-Prisa), dedicada a la canción española desde 1991. Radio Minuto se creó en 1978, siendo adquirida por Prisa cinco años más tarde y fusionada con M80 en 1993. O Cadena Dial, también de Prisa, nacida en 1989 para la emisión de música en castellano. Europa FM se creó en 1996 y en 2004 fue adquirida por Onda Cero. En 2002 salía a las ondas Kiss FM, propiedad del Grupo KISS Media, que también emite desde 2010 Hit FM. Finalmente, en 2004 se creaba la segunda cadena musical de la COPE: Rock FM.

## Emisoras
Atendiendo al número de oyentes - según los datos del Estudio General de Medios de abril de 2023, las principales emisoras generalistas a nivel nacional de España son: 
| Emisora     | Año de creación | Propiedad                         | N.º de oyentes (2023) |
| ----------- | --------------- | --------------------------------- | --------------------- |
| Cadena SER  | 1924            | Grupo Prisa                       | 4.143.000             |
| Cadena COPE | 1960            | Conferencia Episcopal Española    | 3.557.000             |
| Onda Cero   | 1990            | Atresmedia                        | 1.997.000             |
| RNE         | 1939            | Corporación RTVE                  | 1.035.000             |
| EsRadio     | 2009            | Libertad Digital Unidad Editorial | 702.000               |

En cuanto a las radios temáticas/musicales:
| Emisora        | Año de creación | Generalista de referencia | Anterior nombre       | Anterior propietaria | N.º de oyentes (2023) |
| -------------- | --------------- | ------------------------- | --------------------- | -------------------- | --------------------- |
| Los 40         | 1987            | Cadena SER                | Cadena 40 Principales | ---                  | 3.382.000             |
| Cadena 100     | 1992            | COPE                      | ---                   | ---                  | 1.612.000             |
| Cadena Dial    | 1990            | Cadena SER                | Radio Corazón         | ---                  | 1.456.000             |
| Kiss FM        | 2002            | Grupo KISS Media          | ---                   | ---                  | 924.000               |
| Europa FM      | 1996            | Onda Cero                 | Onda Mini             | Francisco Gayá       | 899.000               |
| Rock FM        | 2004            | COPE                      | Rock & Gol            | ---                  | 882.000               |
| Los 40 Classic | 2018            | Cadena SER                | M80 Radio Radio 80    | Antena 3 Radio       | 718.000               |
| Radio 3        | 1979            | RNE                       | Tercer Programa       | ---                  | 430.000               |
| Los 40 Urban   | 2020            | Cadena SER                | ---                   | ---                  | 366.000               |
| Radiolé        | 1991            | Cadena SER                | ---                   | Antena 3 Radio       | 293.000               |

## Programación
Desde finales de la década de 1980 y principios de la década de 1990, se ha consolidado, entre las grandes cadenas generalistas del país (SER, COPE, RNE, Onda Cero y, en menor medida Antena 3 Radio, Punto Radio y EsRadio) un esquema de programación que se replica con escasos matices en todas ellas. De lunes a viernes: Magazine matinal (con información política a primera hora y lúdica después), magazín vespertino, programa de análisis político nocturno y finalmente programa de comentario deportivo. Y los fines de semana, magazín matinal y retransmisiones deportivas (fundamentalmente fútbol).
Desde entonces, las parrillas se han mantenido inauditamente estables en comparación por ejemplo con la televisión, con programas que duran décadas. El esquema básico sería el siguiente:
| Horario         | Cadena SER                                               | COPE                                                                           | Onda Cero                                                                                 | RNE                                                                                  |
| --------------- | -------------------------------------------------------- | ------------------------------------------------------------------------------ | ----------------------------------------------------------------------------------------- | ------------------------------------------------------------------------------------ |
| Matinal         | Hoy por hoy (desde 1986)                                 | La mañana (1992-2015) Herrera en COPE (desde 2015)                             | Protagonistas (1991-2004) Herrera en la onda (2004-2015) Más de uno (desde 2015)          | Buenos días (1996-2006) En días como hoy (2006-2012) Las mañanas de RNE (desde 2013) |
| Vespertino      | La ventana (desde 1993)                                  | Directamente Encarna (1984-1996) La tarde (desde 1996)                         | La radio de Julia (1992-1999) Herrera en punto (2001-2004) Julia en la onda (desde 2007)  | Varios programas a lo largo de los años                                              |
| Nocturno        | Hora 25 (desde 1972)                                     | La linterna (desde 1988)                                                       | La brújula (desde 1992)                                                                   | 24 horas (desde 1995)                                                                |
| Fines de semana | A vivir que son dos días (desde 1988)                    | Al Sur de la semana (1996-2010) Fin de semana (desde 2010)                     | Hoy es domingo (1999-2004) Te doy mi palabra (2004-2017) Por fin no es lunes (desde 2017) | No es un día cualquiera (desde 1992)                                                 |
| Deportivos      | Carrusel deportivo (desde 1952) El larguero (desde 1989) | Tiempo de juego (desde 1969) Supergarcía (1992-2000) El tirachinas (2000-2010) | Radioestadio (desde 1992) Al primer toque (2003-2016)                                     | Tablero deportivo (desde 1952) Radiogaceta de los deportes (desde 1953)              |